# Wietrzychowice (Powiat Tarnowski)

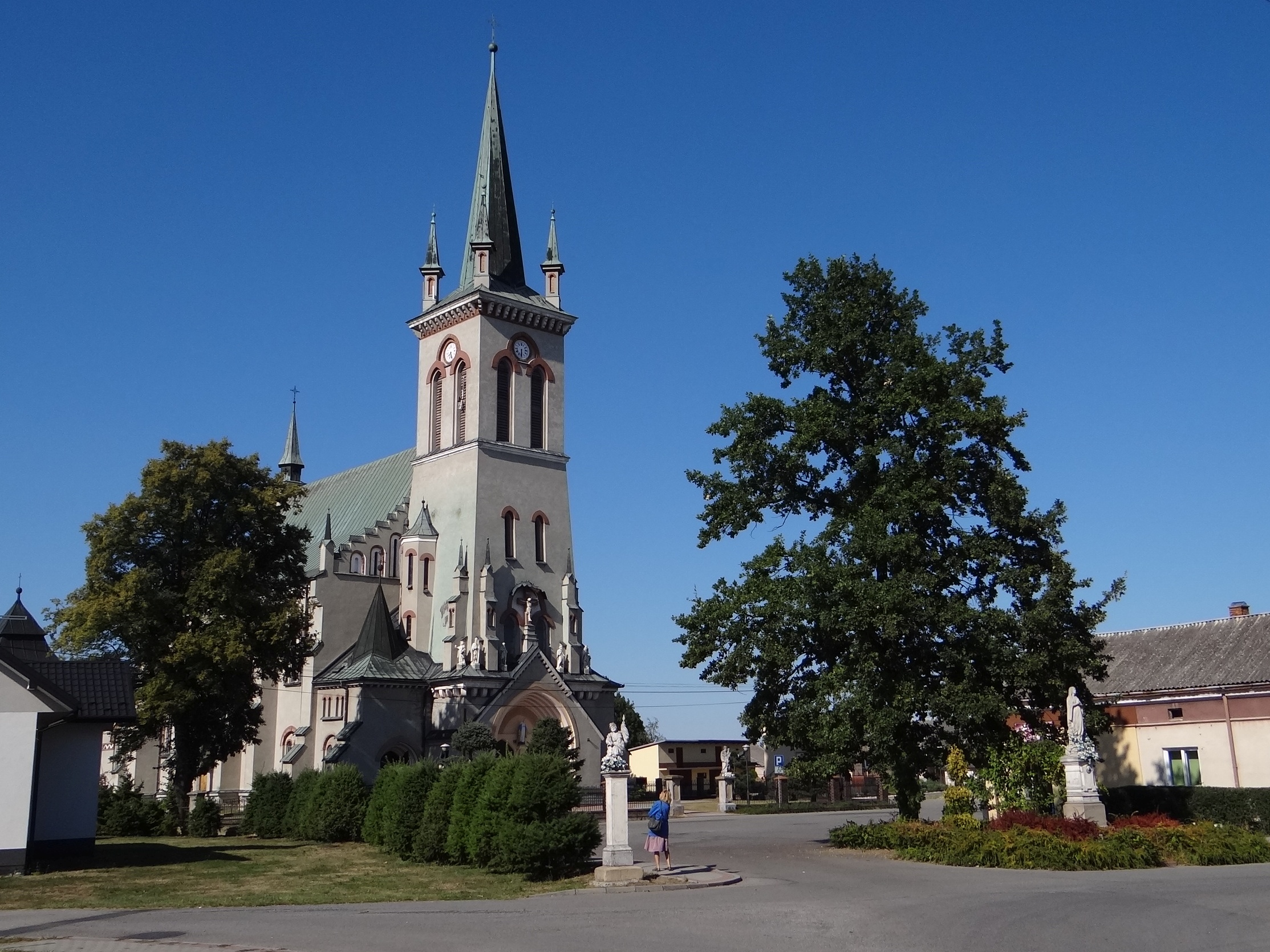
Ortskirche

Wietrzychowice ist ein Dorf im Powiat Tarnowski der Woiwodschaft Kleinpolen in Polen. Es ist Sitz der gleichnamigen Landgemeinde mit 3924 Einwohnern (Stand 31. Dezember 2020).

## Geographie
Der Ort grenzt im Norden an den Fluss Dunajec. Ortsteile sind Budzyń, Podwale, Szymanowice und Tertyla.

## Geschichte
Der Ort wurde von Jan Długosz (1480 gestorben) als Dzietrzychowice erwähnt. Der patronymische Name (Suffix -(ow)ice) ist vom Personennamen Dzietrzych (≤ Dietrich) abgeleitet, änderte sich im nächsten Jahrhundert auf Wietrzichowicze (1581).
Politisch und administrativ gehörte das Dorf zum Königreich Polen (ab 1569 in der Adelsrepublik Polen-Litauen), Woiwodschaft Sandomir, Kreis Pilzno.
Bei der Ersten Teilung Polens kam Wietrzychowice 1772 zum neuen Königreich Galizien und Lodomerien des habsburgischen Kaiserreichs (ab 1804). 1918, nach dem Ende des Weltkriegs und dem Zusammenbruch der k.u.k. Monarchie, kam Wierzbanowa zu Polen. Unterbrochen wurde dies nur durch die Besetzung Polens durch die Wehrmacht im Zweiten Weltkrieg. Es gehörte dann zum Distrikt Krakau im Generalgouvernement.
Von 1975 bis 1998 gehörte Wietrzychowice zur Woiwodschaft Tarnów.

## Gemeinde
Zur Landgemeinde (gmina wiejska) Wietrzychowice gehören das Dorf selbst und acht weitere Dörfer mit Schulzenämtern.

## Persönlichkeiten
- Mieczysław Kaplicki (1875–1959), 1933–1939 Stadtpräsident von Krakau.